# Сареццано
Сареццано (італ. Sarezzano, п'єм. Sarzòu) — муніципалітет в Італії, у регіоні П'ємонт,  провінція Алессандрія.
Сареццано розташоване на відстані близько 440 км на північний захід від Рима, 100 км на схід від Турина, 24 км на схід від Алессандрії.
Населення — 1161 особа (2014).
Щорічний фестиваль відбувається 14 липня. 

## Демографія
Населення за роками:

Станом на 1 січня 2023 року в муніципалітеті офіційно проживало 88 іноземців з 12 країн, серед них 61 громадянин країн Євросоюзу та 6 громадян України.

## Сусідні муніципалітети
- Берцано-ді-Тортона
- Черрето-Груе
- Монлеале
- Монтеджоко
- Тортона
- Вігуццоло
- Віллароманьяно